# Stazione di Occhiobello
La stazione di Occhiobello è una stazione ferroviaria posta sulla linea Padova–Bologna. Serve il centro abitato di Santa Maria Maddalena, frazione del comune di Occhiobello.

## Storia
La stazione, in origine denominata "Santa Maria Maddalena", fu attivata nel 1866 con l'apertura della tratta Rovigo–Pontelagoscuro, che completava la linea Padova–Bologna.
Nel 1938, a seguito dell'incorporazione del comune di Santa Maria Maddalena in quello di Occhiobello, assunse la nuova denominazione di "Occhiobello".

## Strutture e impianti
Il piazzale binari è composto dai due tracciati di corsa. Entrambi sono serviti da banchine collegate tra loro da un sottopassaggio.
All'esterno è presente un parcheggio.

## Movimento
L'impianto è servito da treni regionali limitati alle direttrici Rovigo–Bologna e Venezia–Ferrara.